# Verkiai
Verkiai seniūnija (litauisk: Verkių seniūnija) er en bydeol i den nordlige udkant af Vilnius på nordsiden af Neris.
Verkiai seniūnija består af kvartererne (litauisk: Miesto dalis (mikrorajonas)): Balsiai, Baltupiai, Dvarikščiai, Jeruzalė, Krakiškės, Naujieji Verkiai, Ožkiniai, Prašiškės, Santariškės, Staviškės, Verkiai, Verkių Riešė og Visoriai.

## Verkiai Park
Parken blev etableret i 1992 for at beskytte de grønne områder, Žalieji søerne, Verkiai slot samt parkerne Kalvarijos og Trinapolis. Parken er på 2.673 ha af bydelens samlede areal på 5.565 ha.

## Galleri
- Hellig Treenigheds kirke og klosteret
- Calavary kirke
- Sti i Verkiai slotspark